# 9 Ochotniczy Pułk Piechoty Illinois (3 miesiące)

9 Ochotniczy Pułk Piechoty Illinois (3 miesiące) (ang. 9th Illinois Volunteer Infantry Regiment (3 Months)) - pułk piechoty amerykańskiej, wchodzący w czasie wojny secesyjnej w skład Armii Unii.
Sformowany 26 kwietnia 1861 w Springfield (Illinois), dowodził nim Elezar A. Paine.
Rozwiązany 26 lipca tego samego roku. Większość jego żołnierzy zasiliła 9 Ochotniczy Pułk Piechoty Illinois (3 lata).